# I Haven't Got a Hat
I Haven't Got a Hat es un cortometraje de la serie animada Merrie Melodies de Warner Brothers, estrenado el 9 de marzo de 1935 y dirigido por Friz Freleng. Este dibujo animado utiliza un proceso de dos colores (verde y rojo solamente). Bernard Brown compuso la música para el cortometraje. Los animadores fueron Rollin Hamilton y Jack King, Robert Clampett también participó en la animación pero no apareció en los créditos.

## Sinopsis
Es el show de talentos en la escuela y se muestra a Porky tratando de recitar The Ride de Paul Revere, pero debido a su tartamudeo es retirado del escenario. 
Luego, Kitty trata de recitar "Mary Had a Little Lamb". Está tan nerviosa que olvida algunas líneas y se retira rápidamente.
Ham y Ex (los cachorros gemelos) cantan la canción "I Haven't Got a Hat", escrita por Buddy Bernier y Bob Emmerich.
Mientras tanto, Oliver (quien se sienta frente a Beans) no comparte sus dulces con Beans. Cuando Oliver sube a hacer un recital de piano, Beans decide hacerle una broma metiendo un perro y gato dentro del piano. El alboroto que crean los animales le permite tocar una versión de "The Storm" que es aplaudida por el público. Cuando los animales salen del piano la gente se da cuenta del engaño, como venganza, cubre a Beans de tinta verde, debido a esto el gato cae sobre una escalera y un tarro de pintura roja mancha a Oliver. Al final del dibujo animado, ambos personajes se dan la mano.

## Producción
Este dibujo animado, creado tras los cortometrajes de Hal Roach Our Gang, presenta a varios personajes nuevos con la esperanza de que alguno se convirtiera en la nueva estrella del estudio. En ese entonces, la única estrella era el personaje de Looney Tunes Buddy, reemplazo de Bosko quien dejó el estudio de Schlesinger junto a sus creadores Hugh Harman y Rudolf Ising.
En el corto están los siguientes personajes:
- Beans, un gato cuya voz es hecha por Billy Bletcher, protagonista de la historia.
- Kitty, una gata nerviosa, la voz es hecha por Bernice Hansen.
- Porky, un cerdo tartamudo cuya voz es hecha por Joe Dougherty.
- Oliver, una lechuza arrogante.
- Ham y Ex, (Hansen y Bletcher) dos cachorros.

Aunque la estrella del dibujo animado es Beans, Porky se roba el protagonismo al tratar de recitar "Paul Revere's Ride" de Henry Wadsworth Longfellow que mezcla con The Charge of the Light Brigade de Alfred Tennyson. La audiencia se había aburrido de personajes como Beans, quien era similar a personajes como Mickey Mouse, Oswald el conejo afortunado, Bosko y El gato Félix.
Aunque las bromas en el cortometraje tienen el estilo de los primeros dibujos animados, el corto es importante por ser el debut de Porky y servir de base para los cambios que sufrirían los dibujos animados en Warner Brothers.